# سعد الدين العثماني
سعد الدين العثماني (مواليد 16 يناير 1956) هو سياسي وطبيب نفسي وباحث وفقيه مغربي، شغل منصب الأمين العام لحزب العدالة والتنمية من 2004 حتى 2008. كما تقلد منصب وزير الشؤون الخارجية والتعاون بحكومة بنكيران بين 2012 و2013. كما شغل منصب رئيس الحكومة المغربية السادس عشر من 17 مارس 2017 إلى 7 أكتوبر 2021.

## النشأة

### الدراسة
حصل على شهادة الثانوية العامة في العلوم التجريبية سنة 1976 بثانوية عبد الله بن ياسين بإنزكان، والبكالوريوس في الشريعة الإسلامية من كلية الشريعة بآيت ملول عام 1983. تابع دراسته في كلية الطب والصيدلة بالدار البيضاء، وحصل منها على الدكتوراه في الطب العام سنة 1986. وتابع تعليمه في دراسة الشريعة، حيث حصل على شهادة الدراسات العليا في الفقه وأصوله من دار الحديث الحسنية بالرباط 1987. التحق بالمركز الجامعي للطب النفسي بالدار البيضاء، وحصل على دبلوم التخصص النفسي عام 1994، وواصل بحثه الجامعي بكلية الآداب والعلوم الإنسانية بالرباط حتى حصل على دبلوم الدراسات العليا في الدراسات الإسلامية سنة 1999 تحت عنوان «تصرفات الرسول صلى الله عليه وسلم بالإمامة وتطبيقاتها الأصولية».

### دخول المعترك السياسي
فُسح الطريق أمام دخول حركة العثماني ورفاقه للمعترك السياسي، لكن ليس عن طريق تأسيس حزب سياسي جديد وإنما عبر احتضانها من طرف حزب الحركة الدستورية الديمقراطية لعبد الكريم الخطيب الذي كان يحظى بتقدير وثقة كبيرين من الحسن الثاني.
كان حزب الخطيب، الذي تأسس في عام 1967 بعد انشقاقه عن الحركة الشعبية، مجرد صدفة شبه فارغة عندما فتح بابه لرفاق العثماني عقب سنوات من الجمود ومقاطعة الانتخابات. فوجد الحزب في رفاق العثماني، الذين انفتح عليهم في عام 1996، دفعة جديدة وقواعد عريضة.

### الانتخابات
دخل الحزب الانتخابات التشريعية في عام 1997 بشكل حذر ورشح عددا محدودا من المرشحين، غير أنه حقق المفاجأة بفوزه بجميع المقاعد التسعة التي ترشح لها، ليبدأ العثماني ورفاقه بعد ذلك مسارا جديدا، مع تغيير اسم الحزب إلى العدالة والتنمية سنة 1999.

## أهم المناصب التي تقلدها

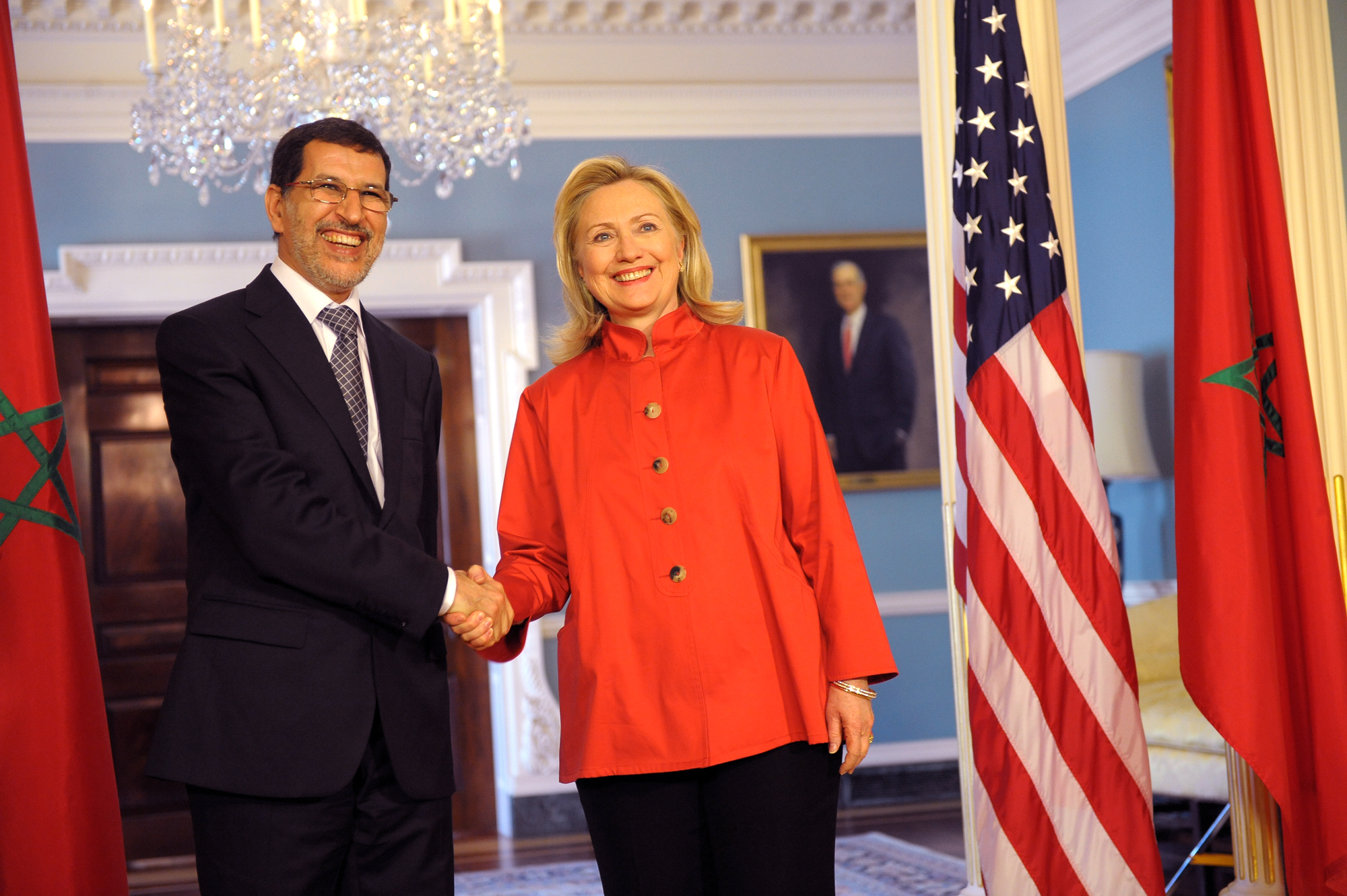
سعد الدين العثماني وهيلاري كلينتون

- رئيس المجلس الوطني لحزب العدالة والتنمية مند يوليوز 2008.
- الأمين العام لحزب العدالة والتنمية منذ أبريل 2004.
- نائب الأمين العام لحزب العدالة والتنمية منذ دجنبر 1999.
- نائب رئيس لجنة الخارجية بمجلس النواب (2001-2002).
- نائب برلماني بمجلس النواب، الولاية التشريعية 1997-2002، ثم في الولاية 2002-2007.
- عضو مجلس الشورى المغاربي (منذ سنة 2002).
- مدير حزب الحركة الشعبية الدستورية الديموقراطية من يناير 98 إلى نونبر 1999
- عضو مؤسس لحزب التجديد الوطني-1992-(تعرض للمنع من قبل السلطات).
- طبيب نفساني بمستشفى الأمراض النفسية بمدينة برشيد (1994-1997).
- طبيب طور التخصيص في الطب النفسي بالمركز الجامعي للطب النفسي بالدار البيضاء (1990-1994).
- طبيب عام (1987-1990).
- طبيب زائر بمستشفى الشيخ زايد بالرباط.

## رئيسا للحكومة
عيّن الملك محمد السادس يوم الجمعة 17 مارس 2017 سعد الدين العثماني، الذي كان يشغل مهمة رئيس المجلس الوطني بحزب العدالة والتنمية، رئيسا للحكومة المغربية، وكلّفه بتشكيلها، وفق ما أكده بلاغ صادر عن وزارة القصور الملكية والتشريفات والأوسمة.
واستقبله محمد السادس في قصره بالدار البيضاء، بعد مرور حوالي يومين على إعلان قرار الملك بإعفاء عبد الإله ابن كيران، الأمين العام لحزب العدالة والتنمية، من رئاسة الحكومة، إثر عجزه عن تشكيل الحكومة.
تميزت ولايته بوضعية استتنائية مع أحداث الحسيمة، وحملة المقاطعة ضد غلاء المعيشة، وإقالة بعض الوزراء، تدبير جائحة COVID-19  من بين الأحداث الاستثنائية الأخرى التي برزت إلى الواجهة.
على الرغم من المناخ السياسي الصعب والصعوبات التي واجهتها الأغلبية، أكد السيد العثماني أن ولايته تميزت بإنجازات اقتصادية واجتماعية مهمة. وهكذا، أحرز المغرب تقدمًا كبيرًا من حيث مناخ الأعمال للوصول إلى المركز 53 على مستوى العالم، وارتفعت ميزانيات قطاعات الصحة والتعليم والدعم الاجتماعي بشكل ملموس، مما ساهم في نتائج مهمة على مستوى الوشرلت الاقتصادية والاجتماعية، وكذلك إخراج إصلاحات جوهرية مثل إصلاح المراكز الجهوي للاستثمار والاتركيز الإداري.
كما كان العثماني أول رئيس حكومة يتبنى خطة لتنفيذ برنامج الحكومة، وينشر بانتظام تقارير شاملة عن عملها، بما في ذلك الوضع الدقيق لتنفيذ الالتزامات الحكومية البالغ عددها 435 على البوابة barnmaj.cg.gov. ma والإنجازات الرئيسية على بوابة hassila.gov.ma ، بالإضافة إلى  اعتماد هيكل رسمي لمصالح رئاسة الحكومة في أبريل 2019.

## الأنشطة والمهام العلمية والثقافية
- عضو المكتب التنفيذي لجمعية العلماء دار الحديث الحسنية (منذ سنة 1989).
- عضو مؤسس في «الجمعية المغربية لتاريخ الطب».
- عضو مؤسس بالجماعة الإسلامية وعضو مكتبها الوطني (1981-1991) ثم عضو المكتب التنفيذي «لحركة الإصلاح والتجديد» 1991-1996.
- عضو المكتب التنفيدي ل-حركة التوحيد والإصلاح (1996-2003).
- عضو مكتب مؤسسة الحسن الثاني للأبحاث العلمية والطبية حول رمضان، ومسؤول اللجنة الشرعية بها.
- المدير المسؤول لمجلة «الفرقان» الثقافية الإسلامية (من سنة 1990 إلى 2003).
- مسؤول «منشورات الفرقان» (أكثر من 50 إصدارا) سابقا.
- محرر صفحة «الصحة النفسية» بجريدة الراية ثم جريدة التجديد لمدة سنة ونصف تقريبا.
- مستشار صفحة «مشاكل وحلول» لموقع إسلام أون لاين

## مواقفه
قدم سعد الدين العثماني عندما كان في منصب وزير خارجية المغرب في 22 فبراير 2012 طلبا لتغيير اسم اتحاد المغرب العربي إلى الاتحاد المغاربي أو اتحاد المغرب الكبير، أيد طلبه من طرف موريتانيا، لكن رفض من طرف ليبيا وتونس والجزائر الذين أبدوا تشبثهم بالتسمية العربية، ويعتبر العثماني من السياسيين المغاربة الذين سعوا لترسيم اللغة الأمازيغية في الدستور المغربي سنة 2011

## التطبيع إبادة حضارية

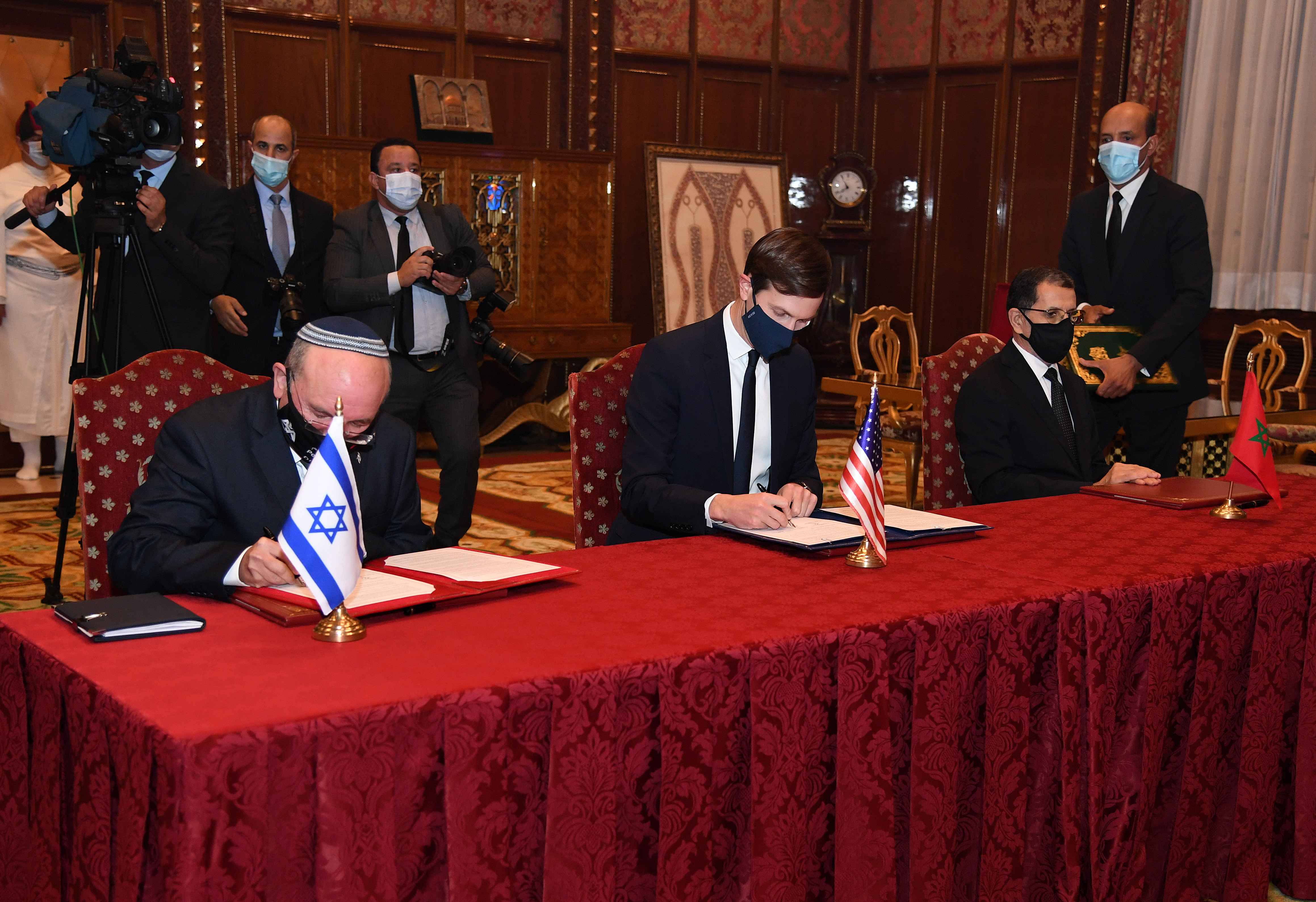
زيارة وفد أمريكي إسرائيلي إلى المغرب ديسمبر 2020

في يوم 14 ديسمبر 2020، أعاد نشطاء في التواصل الاجتماعي، نشرَ مقالة قديمة، ذكروا أنها نُشرت سنة 1997، منسوبة لسعد الدين، بعنوان التطبيع إبادة حضارية، ووجدوا في ذلك تغيّراً في رأي سعد الدين في التطبيع، إذ كان هو الممثل عن المملكة المغربية في توقيع الاتفاق المغربي الإسرائيلي.

## المؤلفات
- في الفقه الدعوي: مساهمة في التأصيل-أربع طبعات، ط-1-1989.
- في فقه الحوار –طبعتان، ط1 1993-منشورات الفرقان.
- فقه المشاركة السياسية عند شيخ الإسلام ابن تيمية-ط-1-1997-منشورات الفرقان.
- قضية المرأة ونفسية الاستبداد ط-1-1998-منشورات الفرقان.
- طلاق الخلع واشتراط موافقة الزوج ط-1-2002-منشورات الفرقان.
- تصرفات الرسول صلى الله عليه وسلم الإمامة: الدلالات المنهجية والتشريعية ط-1-2003-منشورات الزمن.
- الطب العام بالمغرب مادة «بمعلمة المغرب» المجلد (18) إنتاج الجمعية المغربية للتأليف والترجمة والنشر-الرباط-1424-2003.
- الطب النفسي بالمغرب مادة «بمعلمة المغرب» المجلد (18) إنتاج الجمعية المغربية للتأليف والترجمة والنشر-الرباط-1424-2003.
- كتاب الصحة النفسية الايجابية طريقك لسعادة 2023

## صور

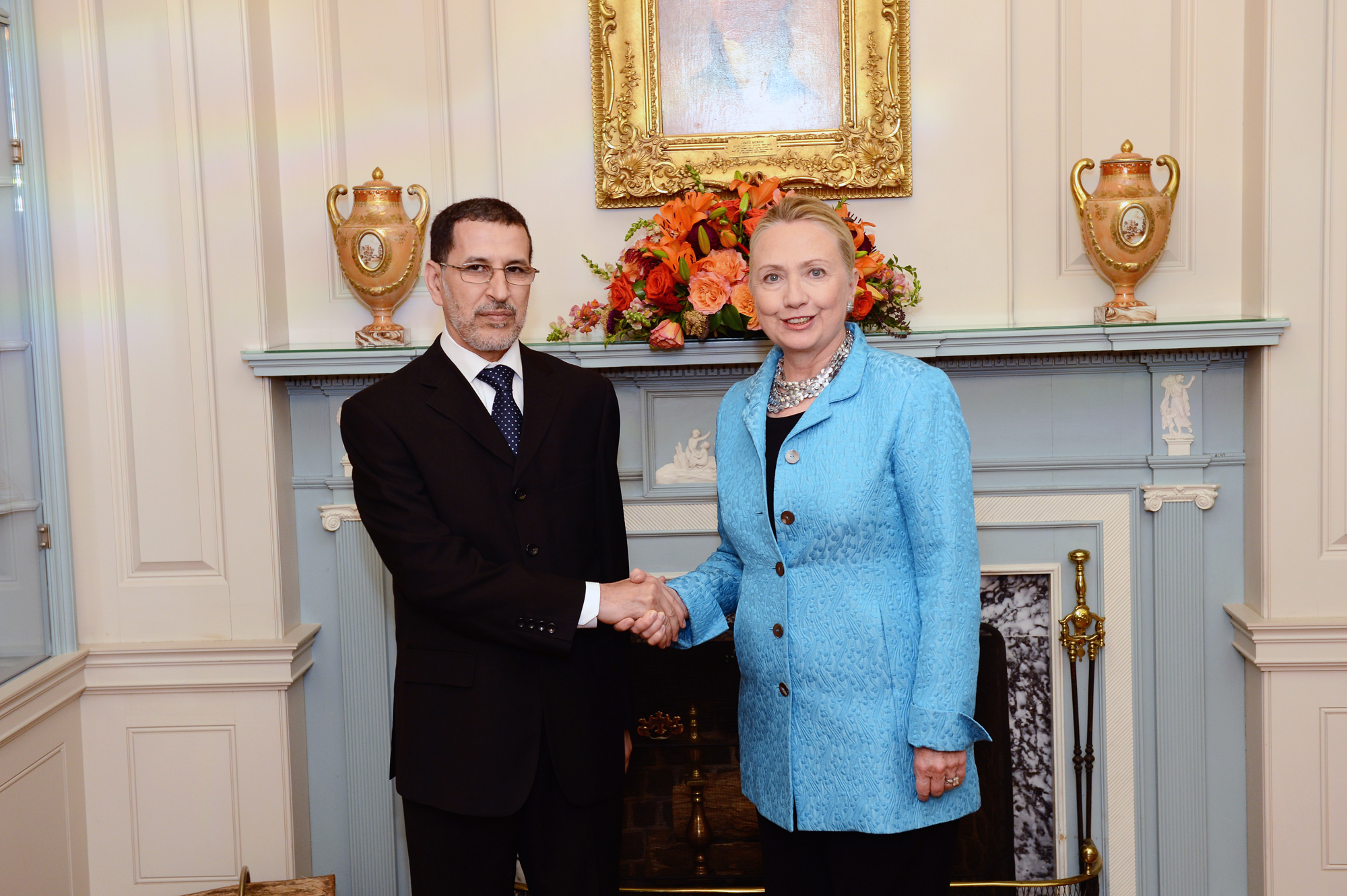
العثماني رفقة وزيرة الخارجية الأمريكية (سابقا) هيلاري كلينتون في 13 سبتمبر 2012.
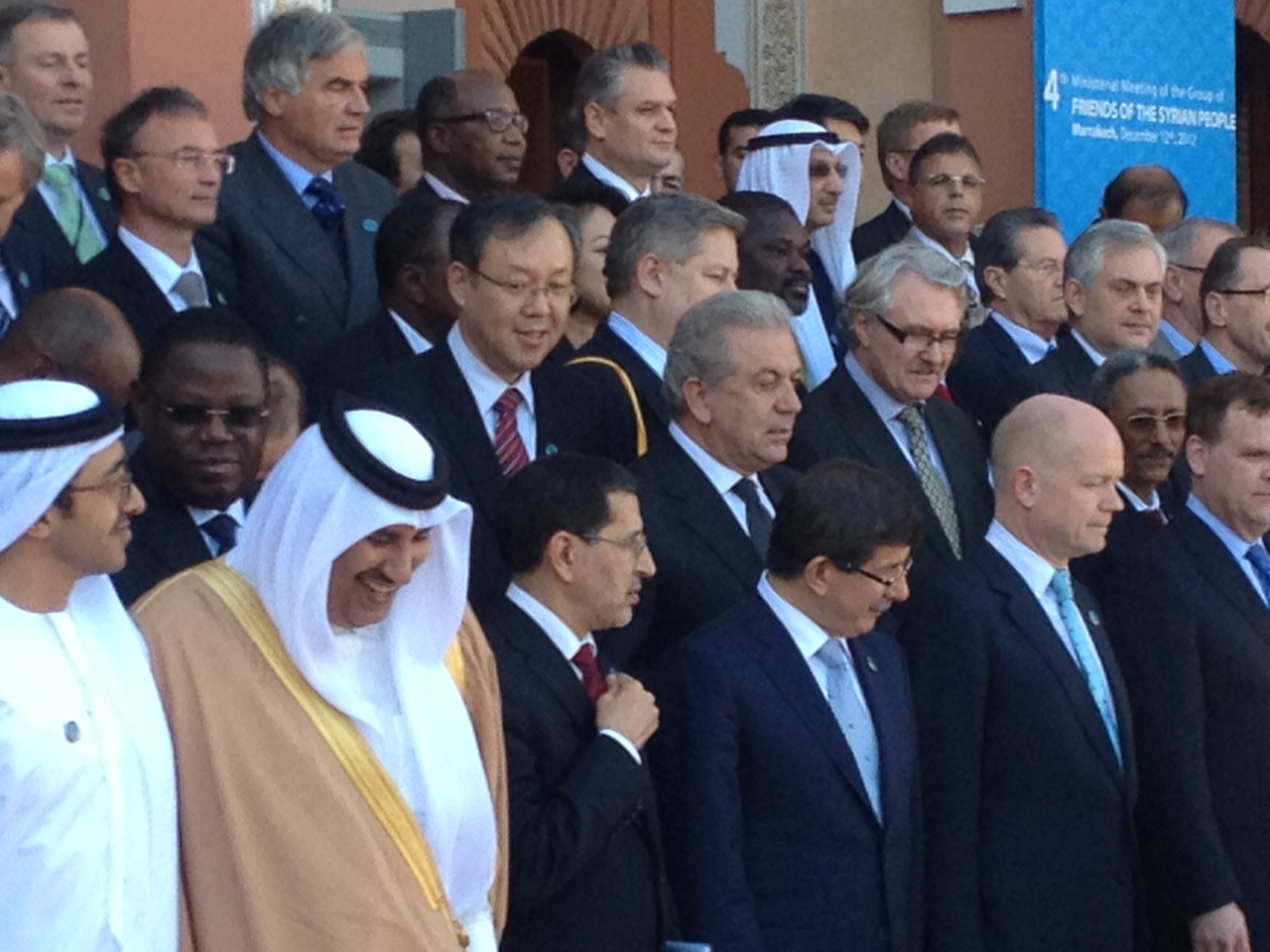
العثماني في الاجتماع الرابع لمجموعة أصدقاء الشعب السوري في 12 ديسمبر 2012.
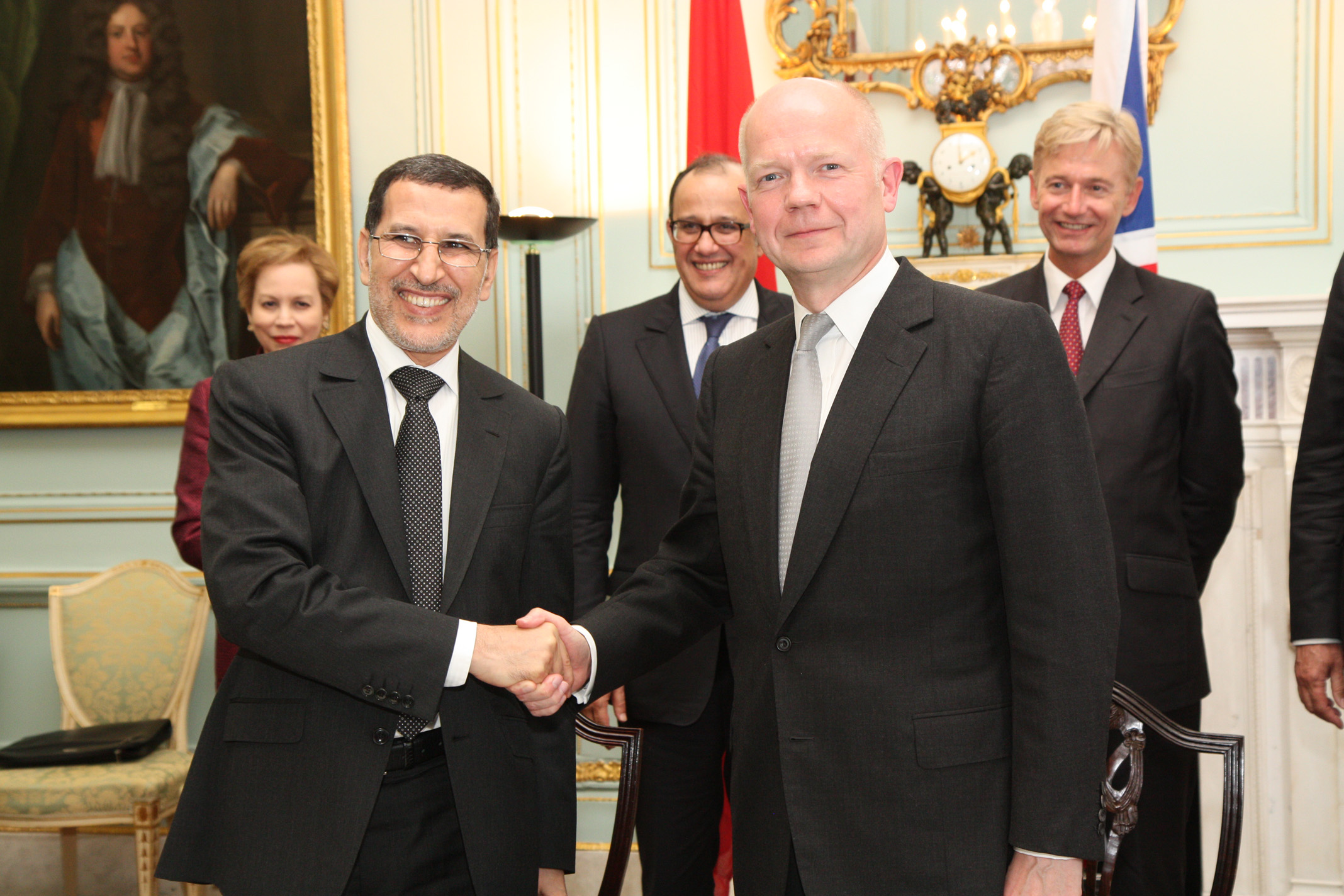
العثماني رفقة وزير الخارجية البريطاني ويليام هيغ، في 15 أبريل 2013.
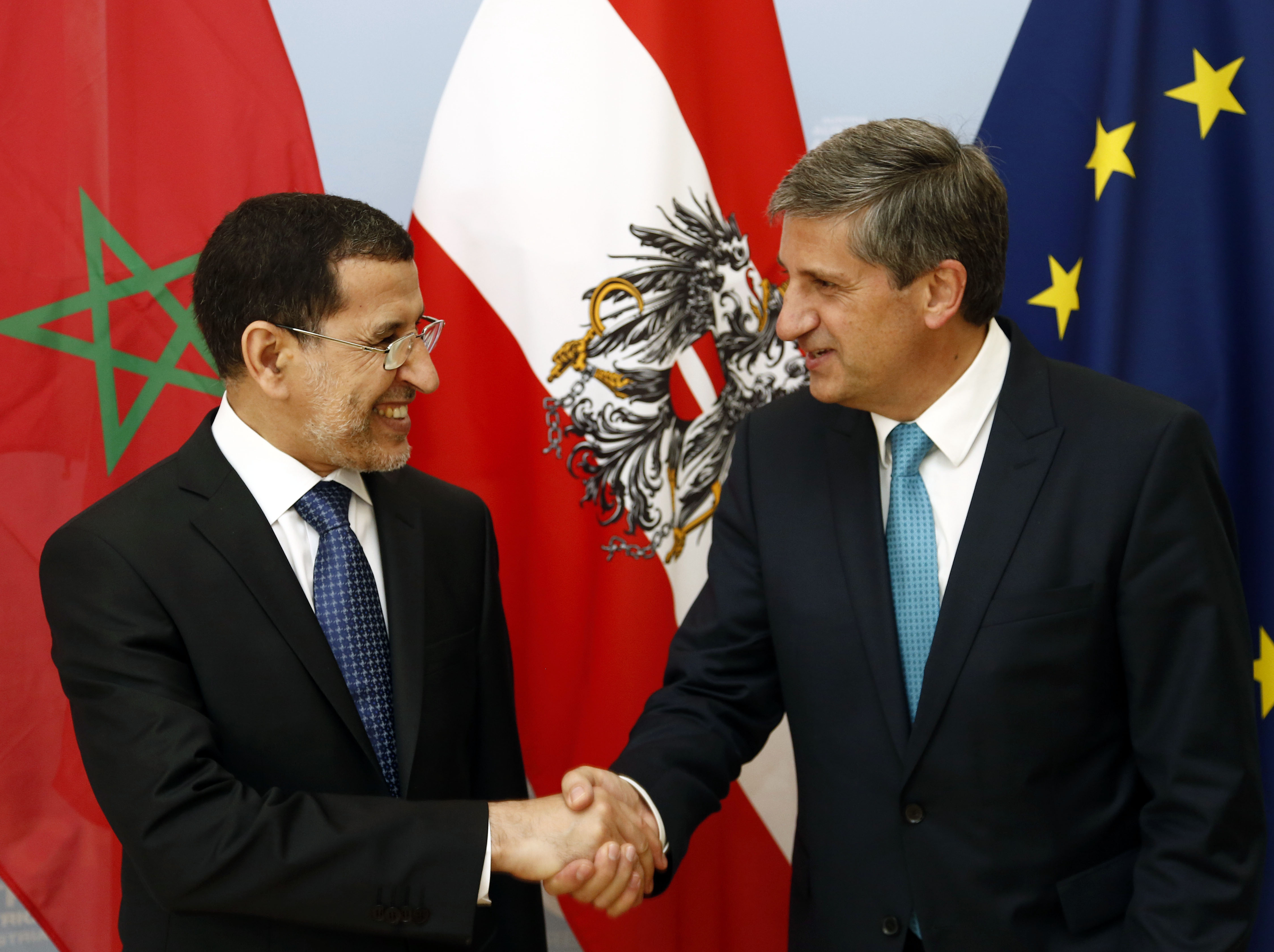
العثماني رفقة وزير خارجية النمسا في 03 يوليو 2013.

## وصلات خارجية
- سعد الدين العثماني على موقع مونزينجر (الألمانية)
- الموقع الرسمي للدكتور سعد الدين العثماني
- الموقع الرسمي لرئيس الحكومة المغربية
- الموقع الرسمي لحزب العدالة والتنمية المغربي